# أنتوني ميلر (كرة سلة)
أنتوني ميلر (بالإنجليزية: Anthony Miller) مواليد 22 أكتوبر 1971 في بينتون هاربور، هو لاعب كرة سلة أمريكي معتزل. تم اختياره من قبل فريق غولدن ستايت ووريورز خلال الدرافت. يبلغ طوله 6 قدم 9 بوصة (2.1 م).

## المسيرة الاحترافية
لعب مع لوس أنجلوس ليكرز من سنة 1994 إلى 1996، ثم لعب مع أتلانتا هوكس من سنة 1996 إلى 1998، ثم لعب مع هيوستن روكتس من سنة 1998 إلى 2000، ثم لعب مع أتلانتا هوكس في سنة 2000، ثم لعب مع هيوستن روكتس في سنة 2000، ثم لعب مع فيلادلفيا سفنتي سيكسرز في سنة 2001، ثم لعب مع أتلانتا هوكس في موسم 2004–2005.

## روابط خارجية
- أنتوني ميلر على موقع IMDb (الإنجليزية)
- أنتوني ميلر على موقع قاعدة بيانات الفيلم (الإنجليزية)
- أنتوني ميلر على موقع إن بي أي (الإنجليزية)
- أنتوني ميلر على موقع سبورتس رفرنس (الإنجليزية)
- أنتوني ميلر على موقع كرة السلة الأوروبية.كوم (الإنجليزية)
- أنتوني ميلر على موقع كلية كرة السلة في سبورتس رفرنس.كوم (الإنجليزية)
- أنتوني ميلر على موقع ريلجم (الإنجليزية)
- أنتوني ميلر على موقع بروبوليرز (الإنجليزية)